# Автомобильные и авиационные роты Сахары (Италия)
Автомобильные и авиационные роты Сахары (итал. Compagnie Auto-Avio-Sahariane) — подразделения моторизованной пехоты Королевской армии Италии, предназначенные для дальнего патрулирования в пустыне Сахара в Северной Африке. Существовали с конца 1930-х годов до мая 1943 года и принимали участие в Североафриканской кампании Второй мировой войны.

## История
Прообразы Сахарских рот были созданы после 1923 года для патрулирования и разведки в период борьбы с ливийскими повстанцами национально-освободительного движения Омара Мухтарана территории Итальянской Северной Африки, большая часть которой находилась в пустыне Сахара. В 1937 году пять рот были объединены губернатором Итальянской Ливии Итало Бальбо и преобразованы в моторизованные группы, в том числе с воздушной поддержкой, которые, в частности, должны были охранять границы колонии.
Во время Североафриканской кампании (с 1940 года по 1943 год) Сахарские роты занимались разведывательными, диверсионными и боевыми операциями, в том числе против британской группы дальней разведки пустыни.
В состав рот входили «arditi camionettisti» (рус. «смелые водители») — опытные солдаты, члены экипажей бронеавтомобилей Autoblinda 41, грузовиков Fiat, SPA, Lancia. Техника была специально адаптирована для действий в условиях пустынной местности и оснащена крупнокалиберными пулемётами, противотанковыми ружьями, противотанковыми и зенитными орудиями.
В начале боевых действий в 1940 году, четыре автоавиароты были объединены в Сахарскую группировку «Maletti» и уничтожены в битве при Нибеива в ходе Ливийской операции 9 декабря 1940 года. Они были заменены пятью заново созданными ротами по приказу подполковника Деллы Валле, назначенного командовать Сахарской группировкой «Маннерини». 1-я рота дислоцировалась в городе Джалу, 2-я — в Куфре, 3-я — в Хуне, 4-я — в Гадамесе, 5-я — в Гате.
В этом пустынном районе Итальянской Ливии произошло столкновение между 2-й ротой и англичанами в конце января 1941 года в долине Джебель-Шариф:

Противник, насчитывавший сорок четыре человека в двух боевых бронированных машинах и пяти грузовиках, имел преимущество в тесном сотрудничестве с авиацией и был вооружен пушками Breda, в засаде в Джебель-Шариф — Официальная история новозеландской армии во время Второй мировой войны.
В столкновении в долине Джебель-Шариф англичане из LRDG (Группа дальней разведки пустыни) потеряли одного человека, двое были взяты итальянцами в плен, в том числе майор Клейтон. Роты уничтожили три британские машины. Потери Италии: трое погибших и трое раненых. Четверо оставшихся в живых британцев бежали пешком через Ливийскую пустыню до Нила. Майор Клейтон впоследствии был награжден орденом «За выдающиеся заслуги».
Сахарские автоавиароты вступали в бой с отрядами LRDG в 1941—1942 годах.
В 1943 году, в конце Североафриканской кампании, уцелевшие силы рот последовали за итальянской армией, участвуя в кампании в Тунисе, где они действовали в столкновениях в районе линии Марет вплоть до окончательной капитуляции сил Оси в Североафриканском военном театре 13 мая 1943 года.

## Структура

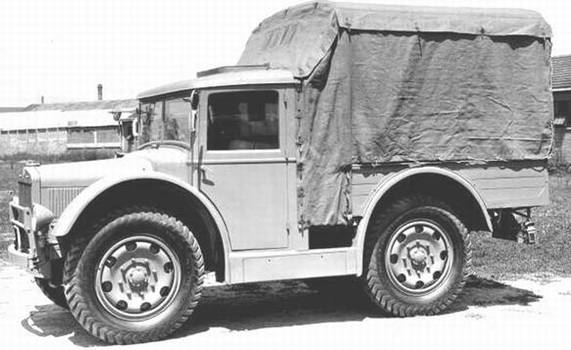
FIAT-SPA AS37

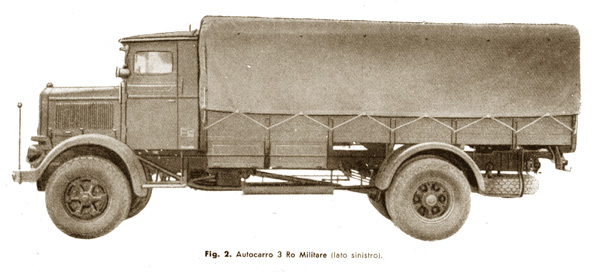
Lancia 3Ro

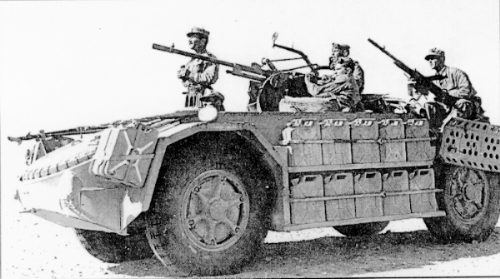
SPA-Viberti AS.42 «Sahariana»

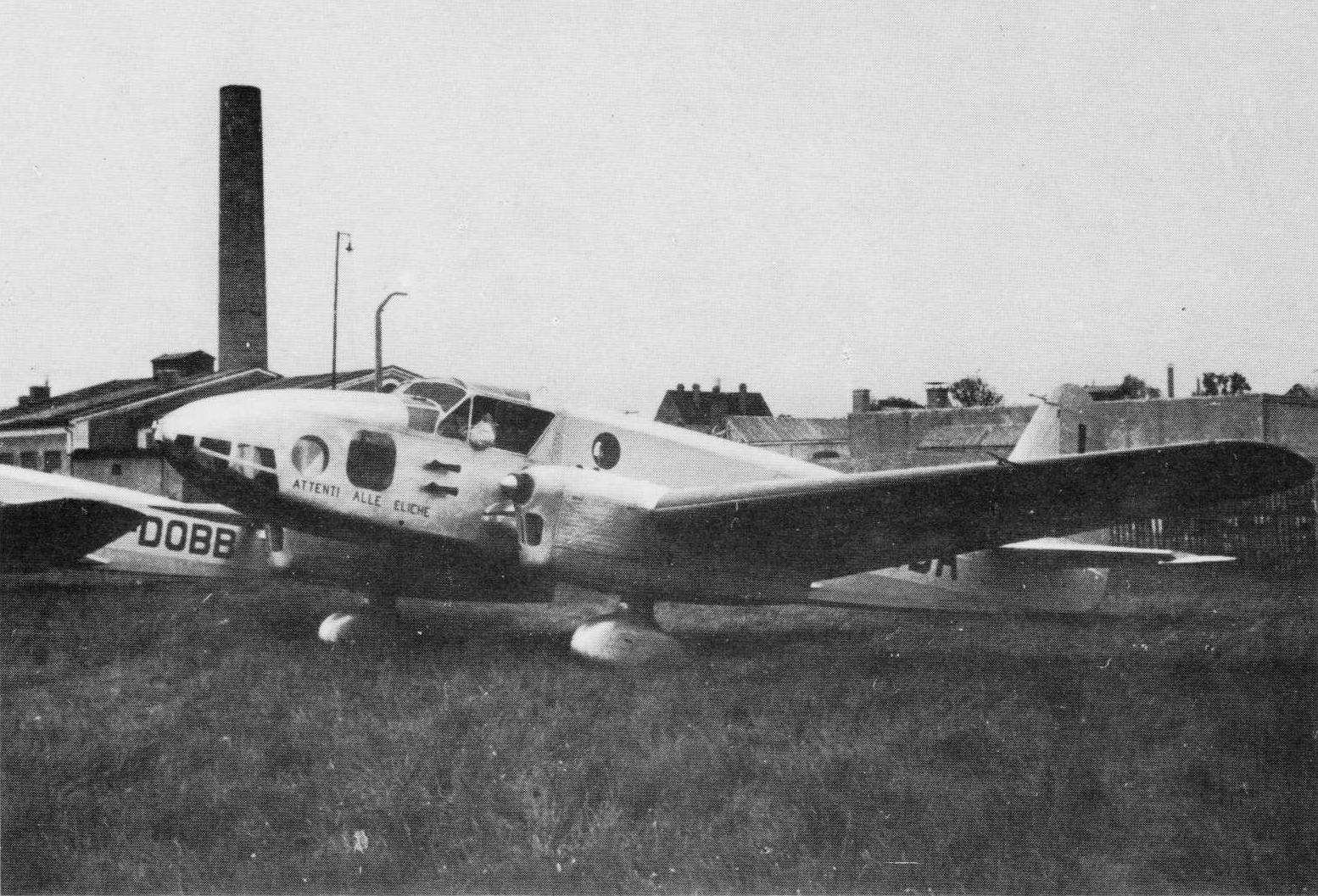
Caproni Ca.309

Каждая рота состояла из итальянских и ливийских туземных солдат и включала:
- отделение управления;
- отделение связи;
- взвод ливийской кавалерии на верблюдах «мехаристи» в составе 2 булуков (булук — подразделение в колониальных войсках);

- моторизованный взвод в составе:
  - отделение управления;
  - пулеметная секция (2 пулемета);
  - 2 булука;

- авиационное отделение (3 разведывательных самолёта Caproni Ca.309, приданных из состава ВВС);
- ливийский пехотный взвод.

Во время войны количество активных автоавиарот варьировалось от 3 до 5, каждая имела около 20—30 вооруженных грузовиков.
В 1940 году организационная структура была пересмотрена и модернизирована. Новый штат подразделения: 7 унтер-офицеров, 32 итальянских солдата и 77 ливийских аскари, 16 грузовиков Fiat-SPA AS37 и 3 тяжелых грузовика Fiat 634. Рота состояла из:
- взвода управления;
- двух взводов моторизованной пехоты;
- моторизованного пулеметного взвода.

Взвод управления был оснащен автомобилями Fiat-SPA AS37 с радиостанциями для связи с самолётами ВВС.
Структура вновь была пересмотрена в 1942 году. Каждая рота теперь состояла из 5 офицеров, 3 унтер-офицеров, 2 итальянских солдат и 133 ливийцев. Оснащение составляло: 7 пустынных грузовых автомобилей AS37 и Fiat-SPA AS42 «Sahariana» и 10 грузовых автомобилей Lancia 3Ro. 
Новая организационная структура:
- взвод моторизованной пехоты;
- моторизованный пулеметный взвод;
- моторизованный артиллерийский взвод (на вооружении — сухопутная версия корабельного автоматического зенитного артиллерийского орудия 20 mm/65 Breda Mod. 1935/1939/1940);
- моторизованный противотанковый артиллерийский взвод (на вооружении — артиллерийское орудие Cannone da 47/32 Mod. 35).

## Вооружение и оснащение

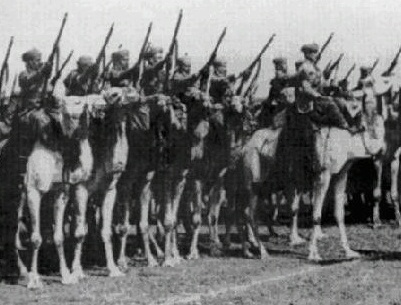
Мехаристи на верблюдах.

У автоавиарот Сахары было то же стрелковое и артиллерийское вооружение, что и у обычной итальянской пехоты, с той существенной разницей, что пулемёты и орудия были установлены на поворотных установках грузовых автомобилей. Таким вооружением было, в частности, автоматическое зенитное орудие Breda 20/65 Mod. 35, которое оказалось также хорошим противотанковым средством. Основными средствами ПТО были пушка Cannone da 47/32 Mod. 35 (итальянская версия орудия Böhler M35) и противотанковое ружье Solothurn S-18/1000.
Полная моторизация отличала автоавиароты от прочих подразделений итальянской армии, которым крайне не хватало автомобилей и грузовиков. В дополнение к лёгким полноприводным грузовикам Fiat-SPA AS37 и тяжёлым Fiat 634 и Lancia 3Ro, которые использовались для перевозки грузов и личного состава, а также в качестве самоходных орудий. Кроме того, имелись автомобили, специально предназначенные для пустыни, в частности, Fiat-SPA AS42 «Сахариана», вооружённые пулеметом или пушкой 47/32, противотанковыми ружьями и тремя пулеметами Breda Mod. 37.
Революционный шаг — каждой роте придавались двухмоторные самолеты Caproni Ca.309 «Ghibli». Разведчик и лёгкий бомбардировщик Ca.309 был вооружен двумя 12,7-мм и одним 7,7-мм пулеметом. Ca.309 из состава сахарской группировки ВВС действовали в Ливии до февраля 1942 года, когда последние 27 самолетов вернулись в Италию. В Африке осталась только одна машина этого типа, участвовавшая в Тунисской кампании.

## Подчиненность по годам
1937
- Командование войск Ливийской Сахары

- Сахарский батальон

- отделение управления
- Сахарская рота «Куфра»
- Сахарская рота «Джалу»
- Сахарская рота «Хун»
- Сахарская рота «Себа»
- Сахарская рота «Гариан»

1940
- Сахарская группа «Малетти» (командующий генерал Пьетро Малетти)

- Сахарский батальон

- Автоавиарота Сахары «Хун»
- Автоавиарота Сахары «Джалу»
- Автоавиарота Сахары «Марзук»
- Автоавиарота Сахары «Аль-Куфе»

1941
- Сахарская группа «Маннерини» (командующий генерал Альберто Маннерини)

- 1-я автоавиарота Сахары (Джалу)
- 2-я автоавиарота рота Сахары (Куфра)
- 3-я автоавиарота Сахары (Хун)
- 4-я автоавиарота Сахары (Гадамес)
- 5-я автоавиарота Сахары (Гат)